# Diócesis de Los Cayos
La diócesis de Los Cayos (en latín: Dioecesis Caiesen(sis), en francés: Diocèse des Cayes y en criollo haitiano: Dyosèz Okay) es una circunscripción eclesiástica latina de la Iglesia católica en Haití, sufragánea de la arquidiócesis de Puerto Príncipe. La diócesis tiene al obispo cardenal Chibly Langlois como su ordinario desde el 15 de agosto de 2011. 

## Territorio y organización
La diócesis tiene 2817 km² y extiende su jurisdicción sobre los fieles católicos de rito latino residentes en parte del departamento Sur.
La sede de la diócesis se encuentra en la ciudad de Los Cayos, en donde se halla la Catedral de Nuestra Señora de la Asunción.
En 2019 en la diócesis existían 64 parroquias.

## Historia
La diócesis fue erigida el 3 de octubre de 1861 mediante la bula Christianae religionis del papa Pío IX separando territorio de la arquidiócesis de Santo Domingo.
El 20 de abril de 1972 cedió una porción de territorio para la erección de la diócesis de Jérémie mediante la bula Qui Beati Petri del papa Pablo VI.
El 13 de julio de 2008 cedió otra porción de territorio para la erección de la diócesis de Anse-à-Veau-Miragoâne mediante la bula De spirituali cogitans del papa Benedicto XVI.

## Estadísticas
De acuerdo al Anuario Pontificio 2020 la diócesis tenía a fines de 2019 un total de 433 960 fieles bautizados.
| Año                                                                             | Población            | Población | Población      | Sacerdotes | Sacerdotes    | Sacerdotes    | Bautizados por sacerdote | Diáconos permanentes | Religiosos | Religiosos | Parroquias |
| Año                                                                             | Bautizados católicos | Total     | % de católicos | Total      | Clero secular | Clero regular | Bautizados por sacerdote | Diáconos permanentes | Varones    | Mujeres    | Parroquias |
| ------------------------------------------------------------------------------- | -------------------- | --------- | -------------- | ---------- | ------------- | ------------- | ------------------------ | -------------------- | ---------- | ---------- | ---------- |
| 1949                                                                            | 750 000              | 775 000   | 96.8           | 94         | 54            | 40            | 7978                     |                      | 44         | 112        | 35         |
| 1966                                                                            | 906 000              | 930 000   | 97.4           | 121        | 78            | 43            | 7487                     |                      | 32         | 167        | 52         |
| 1970                                                                            | 910 000              | 1 050 000 | 86.7           | 103        | 56            | 47            | 8834                     |                      | 47         | 138        | 53         |
| 1976                                                                            | 700 000              | 800 000   | 87.5           | 75         | 40            | 35            | 9333                     |                      | 60         | 132        | 38         |
| 1980                                                                            | 764 000              | 1 063 000 | 71.9           | 69         | 31            | 38            | 11 072                   |                      | 63         | 139        | 38         |
| 1990                                                                            | 1 014 000            | 1 455 500 | 69.7           | 87         | 41            | 46            | 11 655                   |                      | 69         | 145        | 39         |
| 1997                                                                            | 1 000                | 1 500 000 | 66.7           | 68         | 45            | 23            | 14 705                   |                      | 49         | 145        | 43         |
| 2000                                                                            | 1 000                | 1 500 000 | 66.7           | 70         | 47            | 23            | 14 285                   |                      | 49         | 145        | 43         |
| 2001                                                                            | 933 000              | 1 400 000 | 66.6           | 83         | 55            | 28            | 11 240                   |                      | 55         | 136        | 43         |
| 2013                                                                            | 577 000              | 870 000   | 66.3           | 116        | 77            | 39            | 4974                     | 1                    | 72         | 117        | 56         |
| 2016                                                                            | 472 000              | 712 200   | 66.3           | 113        | 74            | 39            | 4176                     | 1                    | 62         | 97         | 56         |
| 2019                                                                            | 433 960              | 723 205   | 60.0           | 132        | 81            | 51            | 3287                     | 1                    | 72         | 111        | 64         |
| Fuente: Catholic-Hierarchy, que a su vez toma los datos del Anuario Pontificio. |                      |           |                |            |               |               |                          |                      |            |            |            |

## Episcopologio
- Martial-Guillaume-Marie Testard du Cosquer † (1 de octubre de 1863-27 de julio de 1869 falleció) (administrador apostólico)
- Alexis-Jean-Marie Guilloux (Guillons) † (27 de junio de 1870-24 de octubre de 1885 falleció) (administrador apostólico)
- Constant-Mathurin Hillion † (10 de junio de 1886-21 de febrero de 1890 falleció) (administrador apostólico)

- Jean-Marie-Alexandre Morice † (4 de mayo de 1893-22 de junio de 1914 renunció[5])
- Ignace-Marie Le Ruzic † (12 de enero de 1916-1 de agosto de 1919 renunció[6])
- Jules-Victor-Marie Pichon † (24 de abril de 1919-1 de septiembre de 1941 renunció[7])
- François-Joseph Person † (9 de septiembre de 1941 por sucesión-24 de septiembre de 1941 falleció)
- Jean Louis Collignan, O.M.I. † (30 de septiembre de 1942-27 de julio de 1966 falleció)
- Jean-Jacques Claudius Angénor † (20 de agosto de 1966-9 de abril de 1988 renunció)
- Jean Alix Verrier (9 de abril de 1988 por sucesión-9 de marzo de 2009 retirado)
- Guire Poulard † (9 de marzo de 2009-12 de enero de 2011 nombrado arzobispo de Puerto Príncipe)
- Chibly Langlois, desde el 15 de agosto de 2011